# Anglistica
L'anglistica è la branca delle scienze umane che studia la lingua e la letteratura dei paesi anglofoni e, più in generale, anche i fenomeni linguistici, culturali e letterari riguardanti individui e comunità che usano la lingua inglese come una sorta di lingua franca, considerandola più adatta ai loro scopi rispetto alle parlate locali. Nell'ambito dell'anglistica è possibile distinguere settori di studio quali la letteratura inglese e la linguistica inglese, settori che trattano i fenomeni di loro competenza da un punto di vista diacronico e sincronico.
Lo studio e l'analisi della lingua, della letteratura e della cultura delle altre lingue germaniche (tedesco, fiammingo, olandese, frisone e lingue scandinave) rientra invece nella germanistica.

## Anglisti italiani
- Guido Almansi
- Vito Amoruso
- Massimo Bacigalupo
- Gabriele Baldini
- Paolo Bertinetti
- Francesco Binni
- Attilio Brilli
- Piero Boitani
- Rosa Maria Bollettieri Bosinelli
- Gianni Celati
- Elio Chinol
- Giovanni Cianci
- Michele Ciaramella
- Mario Curreli
- Masolino D'Amico
- Ornella De Zordo
- Nadia Fusini
- Margherita Guidacci
- Augusto Guidi
- Carlo Izzo
- Tomaso Kemeny
- Carlo Linati
- Agostino Lombardo
- Giorgio Manganelli
- Franco Marenco
- Franco Marucci
- Nemi d'Agostino
- Giorgio Melchiori
- Federico Olivero
- Marcello Pagnini
- Sergio Perosa
- Alessandro Portelli
- Mario Praz
- Giuseppe Ragazzini
- Salvatore Rosati
- Alessandro Serpieri
- Giuseppe Sertoli
- Bianca Maria Tedeschini Lalli